# Trubeckoj (famiglia)

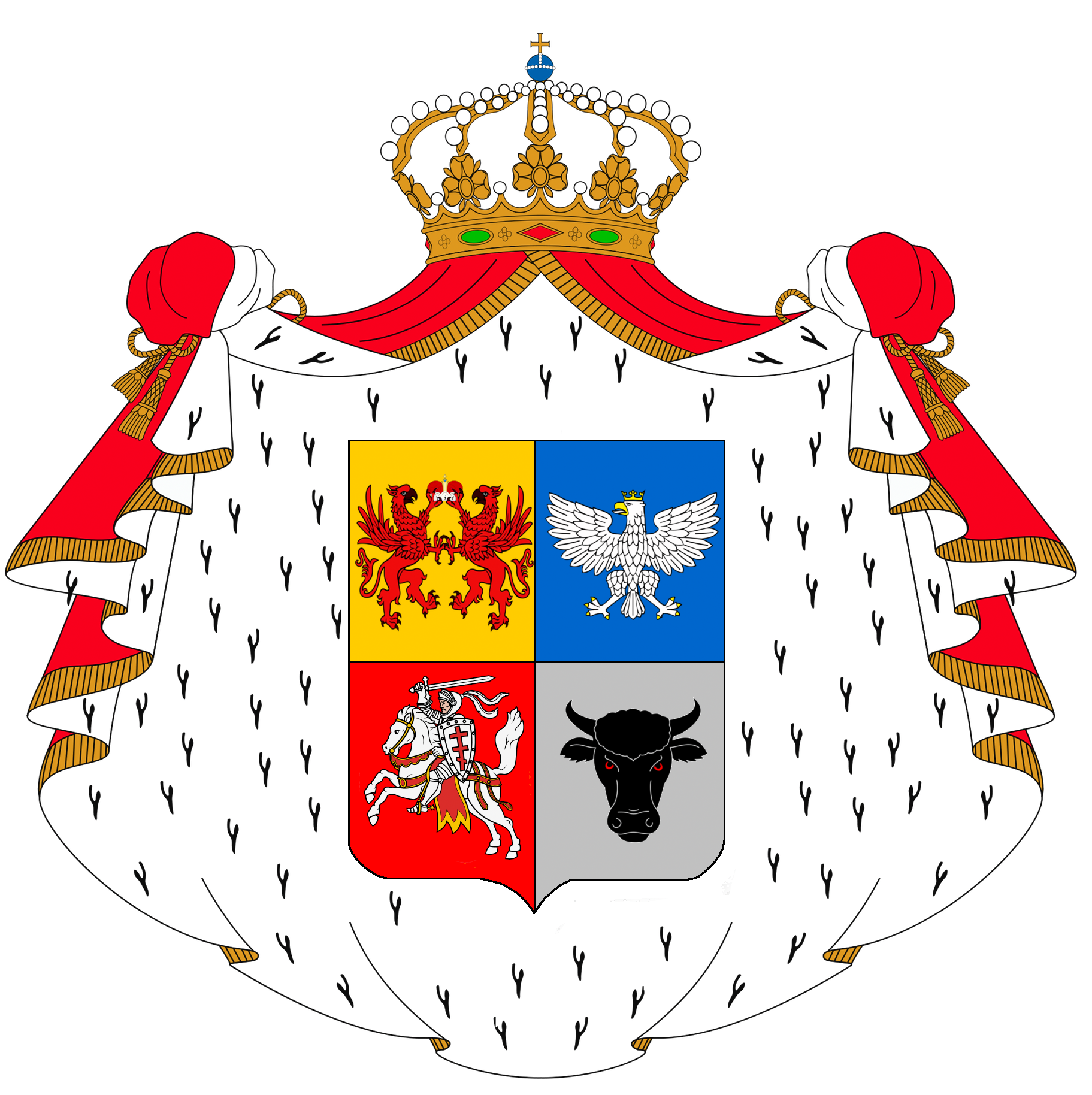
Stemma della Casata dei Trubeckoj

La Casata dei Trubeckoj (in russo Трубецкой?; in bielorusso Трубяцкі?; in polacco Trubecki; in inglese Trubetskoy) è una famiglia principesca originaria della Rutenia Nera.

## Storia

### Origini
Discendono dal nipote di Gediminas, Dmitrij Olgerdovič.

### Principi di Trubčevsk
I suoi discendenti continuarono a governare il Principato di Trubčevsk fino al 1530, quando dovettero scegliere se convertirsi al cattolicesimo o rinunciare il loro patrimonio e stabilirsi a Mosca.

### In Russia
Scelsero la seconda opzione e furono accolti con grande cerimonia da Basilio III di Russia.

## Membri rilevanti
- Wigund Jeronym Trubecki (1567-1634)[1]
- Aleksej Nikitič (1600-1680)
- Jurij Petrovič (1643-1679)
- Ivan Jur'evič (1667-1750)
- Jurij Jur'evič (1668-1739)
- Nikita Jur'evič (1699-1767)
- Sergej Petrovič (1790-1860)
- Pëtr Petrovič (1822-1892)
- Sergej Nikolaevič (1863-1905)
- Pierre Troubetzkoy (1864-1936)
- Nikolaj Sergeevič (1890-1938)
- Aleksandr Petrovič (1830-1872)
- Vasilij Sergeevič (1776-1841)
- Pavel Petrovič (1866-1938)
- Tõnu Janovič (1963)[2]
- Paola Han Trubeckoj (Nipote di Paolo)